# 笹翼
笹 翼（ささ つばさ、1995年9月12日 - ）は、日本の声優、俳優。千葉県出身。アトミックモンキー所属。旧名義は柳兎 つばさ（りゅうと つばさ）。
主な出演作品は2.5 次元ダンスライブ「ツキウタ。」ステージ 神無月郁 役。

## 経歴
子供の頃からアニメが好きで、周囲に影響を受けたわけではないため、「生まれついての天性のオタクなんだ」と語る。子供ながら「このキャラとあのキャラの声が似てるぞ…」ということに気づいて、自然に職業としての声優を意識するようになった。ただし、自分の声に対してコンプレックスが強かったが、縁があり、声優として活動しているため、人生何があるかわからないという。
小さい頃に影響を受けた作品については、最初に意識したのは3歳くらいに見ていた『遊☆戯☆王』。周囲の友人はカードゲームのカードに興味を持っていたが、笹はキャラクターに興味があった。
好きになったキャラクターは『家庭教師ヒットマンREBORN!』の六道骸。それまで敵キャラに魅力を感じることはなかったが、このアニメをきっかけに、ストーリーよりキャラクターに目がいくようになった。声優に憧れたのはキャラクターソングの影響も強く、キャラクターの声で歌ってることは笹にとっては衝撃で、「すごい文化だな」と思ったという。
かつてはオブジェクトに所属した。
2014年、柳兎つばさ名義で舞台『歌舞伎の王子様〜舞踊恋華』の植野亮太役で俳優デビュー。舞台を中心に活躍する。
2015年、ドラマCD『ハンサム落語〜朧語り〜』の噂好きの男役で声優デビュー。それ以降は、活動名義を本名である笹翼へ変更する。レッスン生を経て、2016年7月1日よりオブジェクト所属となる。2018年、天野七瑠、汐谷文康らと共にアニメイトガールズフェスティバル(AGF)公式サポーターユニットとしてあまさしおを結成。2020年3月31日をもってオブジェクトを退所。2020年7月1日付でアトミックモンキーに所属。

## 出演
太字はメインキャラクター。

### テレビアニメ
2019年
- 岐阜のたてかよこ（あんにゃん）
- 消滅都市（社員A）

2021年
- シャドーハウス

2022年
- 錆色のアーマ-黎明-（野盗たち）
- 史上最強の大魔王、村人Aに転生する（男子生徒）
- VAZZROCK THE ANIMATION（大山直助）
- ドラえもん（テレビ朝日版第2期）（栗）

2023年
- ひきこまり吸血姫の悶々（第六部隊員）

2024年
- 結婚指輪物語（エルフ）
- ハズレ枠の【状態異常スキル】で最強になった俺がすべてを蹂躙するまで（志波遼太郎、廃棄者、食堂の客、アシント兵、アギト・アングリーン 他）
- しかのこのこのここしたんたん（生徒たち）

2025年
- 君のことが大大大大大好きな100人の彼女（参加者A）
- 強くてニューサーガ（衛兵B）

### ゲーム
2016年
- ヴァリアントナイツ（朧＝昌長）
- Caligula -カリギュラ-（柱に縛られた少年）
- ファンタジーウォータクティクス（吟遊詩人マース）

2017年
- 逆転オセロニア（シンドバッド）
- 幻想少女（賈詡、徐庶）
- ぐるモン（半魚人）
- 黒の騎士団〜ナイツクロニクル〜（ウィズ）
- Code：Realize 〜白銀の奇跡〜
- スタレボ☆彡 88星座のアイドル革命（英瑞樹）
- フィッシュアイランド2（ジュノ）
- V!勇者のくせになまいきだR（勇者）

2018年
- ポポロクロイス物語 ナルシアの涙と妖精の笛（キース、コンラッド）
- Caligula Overdose -カリギュラ オーバードーズ-
- Q&Q アンサーズ（義経記〈源義経〉）
- イケメン戦国◆時をかける恋 新たなる出逢い
- したてたて!（琴卯月）
- テリア・サーガ（キテル）

2019年
- Re:三国志 もえしょう物語（張飛、甘寧、張紘、徐栄）
- 錬神のアストラル（ヤジロー）

2020年
- AFTER L!FE（ジュン）

2022年
- ラディアンテイル（アーヴィ）

### ドラマCD
- ハンサム落語〜朧語り〜（2015年、噂好きの男）
- 永遠神剣・第三章　悠久のユーフォリア　ハイレゾ・コンテンツBOOK VOL.1（2017年）
- VAZZROCKシリーズ（2018年、大山直助[35]）
- コイの箱庭（2019年、ハートロック）
- toshiLOG　朗読劇「さよならのかわりに」-白椿-（2020年、杉山光一）
- BrightStar～asterisk～（2020年[36]）

### 吹き替え
- RINGING FATE（2025年、魚男[19]、白スカーフ男[37]）

### デジタルコミック
- 更科昴くんの命令は絶対!!（2017年、スタッフA[38]）
- Hate My MIA!（2022年、宮秋人[39]）
- 喪明けのコーヒーどんな味（2024年、樹岳類[40]）

### 舞台
- 歌舞伎の王子様〜舞踊恋華（2014年2月26日 - 3月2日、シアター風姿花伝）-植野亮太 役[41]（柳兎つばさ名義）
- 365日のマーチ（2014年3月26日 - 30日、劇場MOMO）-死神先輩 役
- ミュージカル★忍者じゃじゃ丸くん（2014年5月20日 - 25日、シアターグリーンBIG TREE THEATER）-アンサンブル
- ドドスカドン！（2014年10月29日 - 11月3日、シアターブラッツ）-石渡重造 役
- マフィアモーレ☆（2016年2月3日 - 7日、新宿村live）-テスタ 役[42]
- ツキステ。シリーズ-神無月郁 役[43][44][45][46][47]
  - 2.5次元ダンスライブ「ツキウタ。」ステージ（2016年4月23日 - 5月1日、星陵会館）
  - 2.5次元ダンスライブ「ツキウタ。」ステージ 第2幕 〜月歌奇譚「夢見草」〜（2016年10月27日 - 31日、Zeppブルーシアター六本木）
  - 2.5次元ダンスライブ「ツキウタ。」ステージ ツキプロ祭・冬の陣 昼の部 LUNATIC LIVE（2016年12月4日、パシフィコ横浜国立大ホール）
  - 2.5次元ダンスライブ「ツキウタ。」ステージ TRI! SCHOOL REVOLUTION! Ver.WHITE（2017年3月17日 - 26日、博品館劇場）
  - 2.5次元ダンスライブ「ツキウタ。」ステージ 第4幕 〜Lunatic Party〜（2017年10月11日 - 15日、Zeppブルーシアター六本木）
  - 2.5次元ダンスライブ「ツキウタ。」ステージ 第5幕 〜Rabbits Kingdom〜（2017年11月30日 - 12月3日、サンケイホールブリーゼ／12月7日 - 22日、AiiA Theater Tokyo）
  - 2.5次元ダンスライブ「ツキウタ。」ステージ Memorial Tour 2018（2018年2月13日-14日、EX THEATER ROPPONGI / 2月16日-18日、よみうりランド 日テレらんらんホール / 3月2日-3日、オリックス劇場 / 3月4日、豊田市民文化会館 大ホール / 3月10日-11日、SENDAI GIGS）
- D'TOT 6th Act FRAG 〜新撰組Symphony of Destruction〜（2016年7月28日 - 31日、六行会ホール）-伊藤俊輔 役[48]
- 劇団TEAM-ODAC第24回本公演「BLACK10・改」（2017年7月12日 -17日、草月ホール）-桜田乾土 役[49]
- ★KIRAKIRA VOICE LAND VOL.3★ LOVE×LETTERS（2017年8月19日・8月20日、NICA）-海斗 役／大地 役 ※井上雄貴とのWキャスト[50]
- ツキプロ文化祭 舞台「死にかけ男が転生目指して芸能界で頑張ります！ 〜しにてん〜」（2017年9月13日 - 15日、全電通労働会館）-三田敬 役
- 朗読劇「LETTER ～あなたの生きる世界に僕はいた～」（2019年4月9日 - 19日、新宿シアターモリエール）-星野弘樹 役
- DYNAMIC CHORD the STAGE（2019年5月11日 - 15日、ヒューリックホール東京）-聖矢 役[51]
- 舞台「Septet Chords」（2019年6月6日 - 9日、ウッディーシアター中目黒）-土井拓也 役
- toshiLOG vol.4 朗読劇「あの星に願いを」（2019年11月6日 -10日、シアターブラッツ）-橋本健吾 役
- 本格文學朗読演劇シリーズ 極上文學 第十四弾「桜の森の満開の下～孤独～」（2019年12月9日 - 11日、新宿FACE）-語り師 役[52]
- 音楽朗読劇「嵐が丘」（2020年2月24日、TOKYO FMホール）‐ヒースクリフ 役
- リーディングファンタジー＃１「僕のAI ルク」（2020年7月11日）‐マツシマハルト 役／ルク 役※長江崚行とのWキャスト
- ONLINE STAGE「笑うBARへようこそ」（2020年9月19日‐ 22日）‐大和 役
- おかしな転生（2020年12月3日 - 6日、ラゾーナ川崎プラザソル）- ベイストリー 役
- 人狼系推理バトル『レジスタンスイレブン～未知なる敵からの卒業～』（2021年3月16日、R'sアートコート[53]）
- キミに贈る朗読会「サトラレ～the reading～」（2021年3月27日・12月18日・19日、MsmileBox 渋谷[54][55]）
- キミに贈る朗読会～無人駅で君を待っている～（2022年6月4日・5日、MsmileBox 渋谷[56]）
- キミに贈る朗読会～今夜、きみの声が聴こえる～（2023年1月14日・15日、MsmileBox 渋谷[57]）
- キミに贈る朗読会「藍色ノスタルジー Vol.5」（2024年2月、MsmileBOX渋谷） - カイ 役[58]
- 音×劇 オンゲキepisode3『meaning〜また会いたいから、さようなら〜』（2023年3月29日・31日、上野ストアハウス[59]）
- 朗読劇『あの星に願いを』（2023年5月24日 - 28日、CBGKシブゲキ!!）[60]
- キミに贈る朗読会「今夜、きみの声が聴こえる～あの夏を忘れない～」（2023年8月5日・6日、MsmileBox 渋谷[61]）
- 朗読劇『胡蝶ノ、ユメ』（2023年8月15日、TOKYO FMホール） - 安養寺凌 役[62]
- eeo Stage reading朗読劇「はなしぐれ」（2024年1月25日 - 27日、CBGKシブゲキ!!） - 坂井進 役[63]
  - eeo Stage reading 朗読劇「はなしぐれ」再演（2025年1月9日 - 13日、CBGKシブゲキ!!） - 鷹田慎介 役[64]
- キミに贈る朗読会「今夜、きみの声が聴こえる Vol.2」（2024年7月27日 - 28日、MsmileBOX渋谷[65]）
- キミに贈る朗読会「いつか、眠りにつく日」（2024年8月17日、TOKYO FM HALL）[66]
- 江戸川乱歩 名作朗読劇「少年探偵団」（2024年9月4日、紀伊國屋サザンシアター TAKASHIMAYA） - 明智小五郎 役 他[67][68]

### インターネットテレビ
- BOYS ACTORS CHANNEL〜みんなで繋ごう累計1億ハート〜「夢女子系男子笹翼の部屋❤️」（2018年4月4日 - 、LINE LIVE）
- キャストサイズチャンネル「笹翼のスナック笹子」（2019年3月15日 -、ニコニコ動画）
- 限界オタクSTUDIO（2020年4月12日 ‐、YouTube）※千葉瑞己との共同チャンネル

### 映画
- 縁側ラヴァーズ（2020年7月12日 -23日、シネ・リーブル池袋）-白鳥祐一 役

### テレビドラマ
- ぼくのかぞく。（2023年） - 若月翔太郎 役

### その他
- 恋するおやすみコール（2017年、有明[69]）
- ツキステ。TV（2017年）
- ツキステ。TV Memorial（2020年）※輝山立とダブルMC
- イケボ声優×シチュボASMR【シュガーサウンド】（2022年、年下彼氏[70]）

## ディスコグラフィ

### キャラクターソング
| 発売日   | 商品名 | 歌                                                       | 楽曲                                                                        | 備考                                                     |
| 2018年   | 2018年 | 2018年                                                   | 2018年                                                                      | 2018年                                                   |
| -------- | --- | -------------------------------------------------------- | --------------------------------------------------------------------------- | -------------------------------------------------------- |
| 4月27日  | VAZZROCK ユニットソング1 VAZZY vol.1 -始動-                                                               | VAZZY                                                    | 「VAZZY」 「激奏D.I.V.E」 「Warmth」                                        | キャラクターCD『VAZZROCK』関連曲                         |
| 5月25日  | VAZZROCK bi-colorシリーズ4 築一紗-ruby-                                                                   | 築一紗（山中真尋）、大山直助（笹翼）                     | 「Time is Now...」                                                          | キャラクターCD『VAZZROCK』関連曲                         |
| 6月29日  | VAZZROCK bi-colorシリーズ5 大山直助-citrine-                                                              | 大山直助（笹翼）                                         | 「ヒル・イナ・BABY」                                                        | キャラクターCD『VAZZROCK』関連曲                         |
| 6月29日  | VAZZROCK bi-colorシリーズ5 大山直助-citrine-                                                              | 大山直助（笹翼）、白瀬優馬（堀江瞬）                     | 「Rose Gambler 」                                                           | キャラクターCD『VAZZROCK』関連曲                         |
| 10月26日 | VAZZROCK play of colorシリーズ1 小さな新メンバー現る！                                                    | 眞宮孝明（新垣樽助）、大山直助（笹翼）、立花歩（坂泰斗） | 「Trust me, Trust me!」 「極東星霜サティスファクションズ」                  | キャラクターCD『VAZZROCK』関連曲                         |
| 12月26日 | スタレボ☆彡 88星座のアイドル革命 THE BEST「STAR REVOLUTION」Vol.3                                         | グロリアス                                               | 「Horoscope」 「俺色の星空」                                                | ゲーム『スタレボ☆彡 88星座のアイドル革命』関連曲         |
| 2020年   | |                                                          |                                                                             |                                                          |
| 1月31日  | VAZZROCK bi-colorシリーズ2ndシーズン8 立花歩-aquamarine×citrine-                                          | 立花歩（坂泰斗）、大山直助（笹翼）                       | 「バイバイBoring Days!!」                                                   | キャラクターCD『VAZZROCK』関連曲                         |
| 2月28日  | VAZZROCK bi-colorシリーズ2ndシーズン9 大山直助-citrine×morganite-                                         | 大山直助（笹翼）                                         | 「iza!!!」                                                                  | キャラクターCD『VAZZROCK』関連曲                         |
| 2月28日  | VAZZROCK bi-colorシリーズ2ndシーズン9 大山直助-citrine×morganite-                                         | 大山直助（笹翼）、名積ルカ（河本啓佑）                   | 「MY LOVIN'」                                                               | キャラクターCD『VAZZROCK』関連曲                         |
| 8月28日  | VAZZROCK COLORシリーズ [-BLUE-] Once in a blue moon                                                       | VAZZY                                                    | 「絆の鳥」                                                                  | キャラクターCD『VAZZROCK』関連曲                         |
| 9月25日  | VAZZROCK ユニットソング3 VAZZY vol.2 -The adventure begins here.-                                         | VAZZY                                                    | 「WELCOME TO THE NEW WORLD」 「Bottom of the water」 「everybody say"xxx"」 | キャラクターCD『VAZZROCK』関連曲                         |
| 12月25日 | VAZZROCK COLORシリーズ [-YELLOW-] Yellow belly                                                            | VAZZY                                                    | 「MUSIC GEM」                                                               | キャラクターCD『VAZZROCK』関連曲                         |
| 12月25日 | VAZZROCK COLORシリーズ [-YELLOW-] Yellow belly                                                            | 築一紗（山中真尋）、築二葉（白井悠介）、大山直助（笹翼） | 「Our bonds」                                                               | キャラクターCD『VAZZROCK』関連曲                         |
| 2021年   | |                                                          |                                                                             |                                                          |
| 4月30日  | VAZZROCK bi-colorシリーズ3rdシーズン2 眞宮孝明-amethyst×citrine- 大人にならないキミとボク                 | 眞宮孝明（新垣樽助）、大山直助（笹翼）                   | 「Tokyo Sunday Night」                                                      | キャラクターCD『VAZZROCK』関連曲                         |
| 5月28日  | VAZZROCK LIVE 2020 特典CD                                                                                 | VAZZY、ROCK DOWN                                         | 「Dear Dreamer, (VAZZROCK ver.)」                                           | キャラクターCD『VAZZROCK』関連曲                         |
| 5月28日  | VAZZROCK LIVE 2020 アニメイト、ステラワース、ツキプロオンラインショップ共通特典CD                         | VAZZY                                                    | 「Dear Dreamer, (VAZZY ver.)」                                              | キャラクターCD『VAZZROCK』関連曲                         |
| 10月29日 | VAZZROCK bi-colorシリーズ3rdシーズン8 大山直助-citrine×emerald- 猫を洗う                                  | 大山直助（笹翼）                                         | 「Beyond Imagination」                                                      | キャラクターCD『VAZZROCK』関連曲                         |
| 10月29日 | VAZZROCK bi-colorシリーズ3rdシーズン8 大山直助-citrine×emerald- 猫を洗う                                  | 大山直助（笹翼）、天羽玲司（佐藤拓也）                   | 「Changing!Changing!Now!」                                                  | キャラクターCD『VAZZROCK』関連曲                         |
| 10月29日 | VAZZROCK ユニットソング5 VAZZY vol.3 -全米が泣いた-                                                       | VAZZY                                                    | 「Wanna Dance」 「What should I do?」 「Hello! 君と僕の歌」                 | キャラクターCD『VAZZROCK』関連曲                         |
| 2022年   | |                                                          |                                                                             |                                                          |
| 10月7日  | VAZZROCK THE ANIMATION OP「Fly High」                                                                     | VAZZY                                                    | 「Fly High」                                                                | テレビアニメ『VAZZROCK THE ANIMATION』主題歌             |
| 12月23日 | ばずたび -BUZZING VAZZROCK TRIP- 主題歌「Get Ready to Go!!」                                              | 大山直助（笹翼）、名積ルカ（河本啓佑）                   | 「Get Ready to Go!!」                                                       | テレビ番組『ばずたび -BUZZING VAZZROCK TRIP-』主題歌     |
| 12月30日 | VAZZROCK THE ANIMATION エンディングテーマCD vol.5                                                         | 大山直助（笹翼）                                         | 「Smile again」                                                             | テレビアニメ『VAZZROCK THE ANIMATION』エンディングテーマ |
| 12月30日 | 月花神楽                                                                                                  | VAZZY                                                    | 「月花神楽 -桔梗-」                                                         | キャラクターCD『VAZZROCK』関連曲                         |
| 2023年   | |                                                          |                                                                             |                                                          |
| 5月26日  | VAZZROCK bi-colorシリーズ4thシーズン5 大山直助×白瀬優馬-citrine×peridot- You are a prince, I am a wizard. | 大山直助（笹翼）                                         | 「Magic Note」                                                              | キャラクターCD『VAZZROCK』関連曲                         |
| 5月26日  | VAZZROCK bi-colorシリーズ4thシーズン5 大山直助×白瀬優馬-citrine×peridot- You are a prince, I am a wizard. | 大山直助（笹翼）、白瀬優馬（堀江瞬）                     | 「FULL-DRIVE」 「Hello My Dear」                                            | キャラクターCD『VAZZROCK』関連曲                         |
| 7月28日  | VAZZROCK THE ANIMATION 第7巻 特典CD                                                                       | VAZZY、ROCK DOWN                                         | 「I can’t stop dancing!」                                                   | テレビアニメ『VAZZROCK THE ANIMATION』エンディングテーマ |
| 2024年   | |                                                          |                                                                             |                                                          |
| 1月26日  | VAZZROCK ユニットソング7 VAZZY vol.4 -Ambiguous future-                                                   | VAZZY                                                    | 「Battle Cry」 「四季彩」 「Want&Love」                                     | キャラクターCD『VAZZROCK』関連曲                         |

### ユニットメンバー
1. 1 2 3 4 5 6 7 8 9  眞宮孝明（新垣樽助）、吉良凰香（小林裕介）、築一紗（山中真尋）、築二葉（白井悠介）、大山直助（笹翼）、白瀬優馬（堀江瞬）
2. ↑  英瑞樹（笹翼）、橋爪ルドルフ（大河元気）、獅童ハヤテ（財満健太）
3. 1 2  小野田翔（菊池幸利）、久慈川悠人（長谷川芳明）、天羽玲司（佐藤拓也）、立花歩（坂泰斗）、大黒岳（増元拓也）、名積ルカ（河本啓佑）